# Izsófalva
Izsófalva este un sat în districtul Kazincbarcika, județul Borsod-Abaúj-Zemplén, Ungaria, având o populație de 1.854 de locuitori (2011). 

## Demografie
Componența etnică a satului Izsófalva
     Maghiari (90,93%)
     Romi (8,67%)
     Necunoscut (0,17%)
     Germani (0,23%)
     Alții (0,17%)
Componența confesională a satului Izsófalva
     Romano-catolici (30,64%)
     Reformați (22,17%)
     Fără religie (18,5%)
     Greco-catolici (4,42%)
     Luterani (1,08%)
     Necunoscută (23,19%)
     Alte religii (2,86%)
Conform recensământului din 2011, satul Izsófalva avea 1.854 de locuitori. Din punct de vedere etnic, majoritatea locuitorilor (90,93%) erau maghiari, cu o minoritate de romi (8,67%). Apartenența etnică nu este cunoscută în cazul a 0,17% din locuitori. Nu există o religie majoritară, locuitorii fiind romano-catolici (30,64%), reformați (22,17%), persoane fără religie (18,5%), greco-catolici (4,42%) și luterani (1,08%). Pentru 23,19% din locuitori nu este cunoscută apartenența confesională.